# 處刑少女的生存之道
《處刑少女的生存之道》是日本作家佐藤真登所著的輕小說系列，由Nilitsu（ニリツ）擔綱插畫，於2019年7月至2025年3月經GA文庫出版。第11屆GA文庫大獎「大獎」得獎作品，為自從該獎把大奬頒給《在地下城尋求邂逅是否搞錯了什麼》懸空7年後，再有作品獲得大奬。改編漫畫於2020年12號至2024年9號在《YOUNG GANGAN》連載，由三津谷亮作畫。改編電視動畫於2022年4月1日至6月17日播映。

## 故事概要

### 初期公開的設定
因着繁星引導，或者是其他人為原因，會有來自日本的「迷途人」誤闖至異世界。這些迷途人在轉移至異世界時，會有「純粹概念」固定在其靈魂，讓他們獲得異於常人的力量。遠古時期的迷途人曾經以其特殊力量建立過先進文明，以致於全世界文化統一，連語言都統一為日語。然而，迷途人隨着他們不斷使用純粹概念，記憶會慢慢消減，讓自己漸漸向純粹概念本身靠攏，最後失控暴走。那時因迷途人力量失控，引發大型災難，導致文明毀滅之餘，影響持續至千年之後的現今。其中以「四大人災」（Human Error）最為嚴重，包括讓整片西方大陸化成白鹽，溶化於海的「鹽之劍」、讓白霧籠蓋南方諸島的「霧魔殿」（Pandemonium）、支配東方未開發區域的「絡繰世間」和使北大陸中央部漂浮在空中的「星骸」。
自此之後，為免重蹈覆轍，教會將「迷途人」視為禁忌。教會人士位屬「第一身份」（Faust），貴族階層為「第二身份」（Nobless），而世上其他大部份人都是「第三身份」（Commons）。第一身份監察，第二身份管理，第三身份勞動，故第一身份的地位最高。也因為第一身份權力甚高，故必須由未婚女性擔任，並終身不能成立家庭，以消除世襲風險。除了迷途人、純粹概念外，還有「發動原罪魔導」、「持有三原色寶石」等禁忌。
這個異世界存在偉大的「力」，又稱為「導力」。人們可使用「導力」經由不同紋章和素材來發動「魔導」。如神官能夠以結構複雜的「教典」作為媒介來使用魔導，也能將紋章刻在武器上來發動簡單魔導。魔導除了可以攻擊（如教典·第三章第一節：「來襲的敵人聽見了，響徹四方的鐘聲」）和防禦（如教典·第二章第五節：「是的，你們應當知道保護虔誠羊群的牆壁不會崩塌」）之外，也能作通訊（如教典·第一章第四節：「主的意志通達天地，直到千里的彼方」）、記錄（如教典·第一章第一節：「應將映照在這雙眼中的奇蹟留存下來，謄寫於書中」）等戰鬥以外的用途。

### 劇情
瑪瑙是隸屬於教會的神官「處刑人」，有著消除禁忌的職責，其中就包括殺死迷途人。教會得知位屬第二身份的古里札力卡王國召喚了異世界人，為此派遣瑪瑙解決事件。瑪瑙雖然找到了來自日本的燈里，卻發現由於燈里身懷「時」之純粹概念，自己無法殺死她。教會大司教歐威爾得知此事，指示瑪瑙將燈里帶到古都加姆，並以專門消滅異世界人的儀式場殺死燈里。瑪瑙對燈里訛稱加姆有可以讓異世界人回日本的儀式場，二人就此踏上旅途，並乘上前往加姆的火車。瑪瑙的輔佐官桃子和古里札力卡王國公主亞修娜也在火車上。火車上出現恐怖分子，意圖脅持身為公主的亞修娜。她們有驚無險地解決危機，到達加姆。到了發動儀式當日，瑪瑙、桃子和亞修娜發現受到歐威爾瞞騙——歐威爾密謀取得燈里的純粹概念，讓自己回復年輕。最終瑪瑙成功運用燈里的力量，擊敗歐威爾。這段期間劇情揭露燈里其實來自未來，為了讓瑪瑙殺死自己，而多次發動時間回溯來回到過去。

## 登場角色

### 主要角色
瑪瑙（聲：佐伯伊織）
負責殺死迷途人的「處刑人」。師承傳奇處刑人「陽炎」（Flare），有「陽炎的繼承人」（Flare Art）的稱號。自詡「清廉正直，而且強大的神官」。十年前是「白」之災難的唯一倖存者，心靈被「白」之純粹概念漂白。實際上為歐威爾進行魔導實驗復現出「白」的劣質品。雖然導力技術純熟，但導力量不多。由於瑪瑙心靈曾被漂白，而且燈里對瑪瑙完全信任，因而能夠在極少副作用的情況下運用燈里龐大的導力。
時任燈里（聲：佳原萌枝）
來自異世界日本的「迷途人」。16歲，在日本生活時就讀西雕學園高中一年三班。身懷「時」之純粹概念，死後能讓時間倒流，抺去自己死去的事實，因此無法被殺死。雖然跟瑪瑙相處不久，但對她異常信任。其後劇情揭露燈里能夠引發世界規模的時間回溯，為了被瑪瑙殺死而不斷發動回溯以回到過去。回溯時為了不讓瑪瑙識破，封印了自己的記憶，只留下對她的情感。記憶在特定條件下才會解封。
桃子（聲：金元壽子）
瑪瑙的處刑人輔佐官。武器為線鋸，不擅長教典魔導。雖然對主的信仰心為教會史上最低，但她的戰鬥力之高，讓她能夠擔任瑪瑙的輔佐官。十分愛慕瑪瑙。
亞修娜·古里札力卡（聲：M·A·O）
古里札力卡王國的公主，位屬第二身分，也隸屬負責管理國家治安的騎士階級。穿著暴露。嗜戰，武器為王家秘傳的紋章劍。
陽炎（聲：甲斐田裕子）
神官「處刑人」。處刑人史上消滅最多禁忌的傳奇人物。在「白」之災難救下瑪瑙，並將自己的一切教授給她。後由於身懷「時」之純粹概念的時任燈里出現，而決定親自出馬。
歐威爾（聲：久保田民繪）
教會的大司教。擁有當代最強的導力量和魔導技術。表面上指示瑪瑙將燈里帶到古都教會殺死，其實希望將燈里的力量據為己有，讓衰老的身體重拾青春。最終陰謀失敗，被瑪瑙運用燈里的力量殺死。
瑪儂·里貝爾（聲：石見舞菜香）
港都利貝爾伯爵家的千金，母親為來自異世界日本的迷途人，也有同母異父的姊姊。自己的母親死於陽炎之手。
萬魔殿（聲：春野杏）
初次登場時為協助瑪儂的神秘女孩子，其後劇情揭露其身份是「四大人災」之一「萬魔殿」。本名為大志萬摩耶。她所擁有的「魔」之純粹概念是「原罪魔導」的起源。千年前被「白」之勇者以白霧封印，成為世人所知的「霧魔殿」。在燈里多次發動世界規模的時間回溯後，白霧封印受到擠壓，令萬魔殿能夠讓一根手指尾逃離封印。酷愛電影。
白上白亞
擁有「白」之純粹概念，千年前被稱為「白」之勇者，現為世界的支配者也是第一身份的「主」，在未被召喚時與時任燈里為同班同學。

### 其他角色
光樹（聲：內田雄馬）
來自異世界日本的迷途人。中學三年級時因病而未能出席升高中考試，因而失學，自此足不出戶。因回憶起中學時期而穿上校服的時候，突然被召喚到異世界。身懷「無」之純粹概念。跟燈里一同被古里札力卡王國召喚到這個世界，其後被瑪瑙殺死。動畫中全名為「武藤光樹」。
西西莉雅（聲：渡邊明乃）
港都利貝爾教會的司祭。

## 創作
作者佐藤真登在訪談中被問及創作本作的構思時，稱本作的原動力之一來自於他想寫有型的間諜動作故事，也提及2007年動畫《DARKER THAN BLACK -黑之契約者-》對這部作品有很大影響；他也在另一訪談中稱「想寫一部殺氣騰騰，毫不留情的故事」。雖然他此前並未撰寫過這類型的作品，但寫的過程並不艱辛，約兩個月就完成了投稿作品。故事中的主要角色全部都是女性，這是因為作者「想寫女生之間的感情和友情」，「想寫可愛的女生」，「如果以女生為主角的故事中出現男生，無論如何都會有對發展成戀愛關係的期待」，故聚焦於描寫女生間的關係。他認為輕小說中一定得有些常見的角色類型，於是創作了天真爛漫又帶點天然的燈里，然後在這個角色上添加「為甚麼她會這麽天真爛漫」、「為甚麼她會這麽信任瑪瑙」等疑團。
佐藤真登早在6年前以作家身份出道，本作發行前推出過《如同女主角的妹妹，如同惡役千金的我》（ヒロインな妹、悪役令嬢な私）和《騙子戰姬前往迷宮》（嘘つき戦姫、迷宮をゆく）兩部商業作品，但仍選擇將作品投稿至公開招募作品的GA文庫大獎。他稱這是為了踏出新的一步，挑戰戰鬥描寫、建構真實世界觀等以前自己未曾涉足的範疇。本作在競逐第11屆GA文庫大獎的1,359部作品中脫穎而出，獲得大獎；GA文庫大獎的「大獎」自2011年《在地下城尋求邂逅是否搞錯了什麼》後已懸空7年。

## 出版書籍

### 小說
| 卷數 | SB創意 | SB創意                     | SB創意                                                                     | 青文出版         | 青文出版      | 青文出版                                              |
| 卷數 | 標題   | 發售日期                   | ISBN                                                                       | 標題             | 發售日期      | ISBN/EAN                                              |
| ---- | ------ | -------------------------- | -------------------------------------------------------------------------- | ---------------- | ------------- | ----------------------------------------------------- |
| 1    |        | 2019年7月12日2022年3月18日 | ISBN 978-4-8156-0118-8（平裝版）ISBN 978-4-8156-1580-2（動畫化紀念特裝版） | ─然後，她將甦醒─ | 2020年9月10日 | ISBN 978-986-512523-3 EAN 471-801603825-7（限定版）   |
| 2    |        | 2019年9月13日              | ISBN 978-4-8156-0393-9                                                     | ─White Out─      | 2021年6月7日  | ISBN 978-986-549891-7 ISBN 978-626-303036-7（限定版） |
| 3    |        | 2020年2月14日              | ISBN 978-4-8156-0481-3                                                     | ─鐵砂之檻─       | 2021年11月8日 | ISBN 978-626-303500-3 ISBN 978-626-303737-3（限定版） |
| 4    |        | 2020年8月6日               | ISBN 978-4-8156-0713-5                                                     | ─赤紅惡夢─       | 2022年3月1日  | ISBN 978-626-322116-1 ISBN 978-626-322117-8（限定版） |
| 5    |        | 2021年2月10日              | ISBN 978-4-8156-0936-8                                                     | ─約定之地─       | 2022年7月14日 | ISBN 978-626-322612-8 ISBN 978-626-322613-5（限定版） |
| 6    |        | 2021年8月12日              | ISBN 978-4-8156-1140-8                                                     | ─鹽之棺─         | 2024年2月1日  | ISBN 978-626-383011-0                                 |
| 7    |        | 2022年4月14日              | ISBN 978-4-8156-1399-0                                                     |                  |               |                                                       |
| 8    |        | 2023年3月15日              | ISBN 978-4-8156-1723-3                                                     |                  |               |                                                       |
| 9    |        | 2024年1月14日              | ISBN 978-4-8156-2514-6                                                     |                  |               |                                                       |
| 10   |        | 2025年3月15日              | ISBN 978-4-8156-2515-3                                                     |                  |               |                                                       |
| 11   |        | 2025年3月15日              | ISBN 978-4-8156-2516-0                                                     |                  |               |                                                       |

### 漫畫
改編漫畫於2020年12號至2024年9號在《YOUNG GANGAN》連載，由三津谷亮作畫。單行本由SQUARE ENIX旗下叢書《YOUNG GANGAN Comics》於2021年2月9日起發售，繁體中文版由青文出版社代理。
| 卷數 | SQUARE ENIX   | SQUARE ENIX            | 青文出版社    | 青文出版社             |
| 卷數 | 發售日期      | ISBN                   | 發售日期      | ISBN                   |
| ---- | ------------- | ---------------------- | ------------- | ---------------------- |
| 1    | 2021年2月9日  | ISBN 978-4-7575-7098-6 | 2022年6月24日 | ISBN 978-626-322-481-0 |
| 2    | 2021年8月10日 | ISBN 978-4-7575-7414-4 | 2022年8月10日 | ISBN 978-626-322-769-9 |
| 3    | 2022年3月25日 | ISBN 978-4-7575-7838-8 | 2024年1月2日  | ISBN 978-626-362-866-3 |
| 4    | 2022年6月23日 | ISBN 978-4-7575-7982-8 |               |                        |
| 5    | 2023年3月25日 | ISBN 978-4-7575-8484-6 |               |                        |
| 6    | 2023年8月25日 | ISBN 978-4-7575-8737-3 |               |                        |
| 7    | 2024年9月25日 | ISBN 978-4-7575-9433-3 |               |                        |

## 迴響
本作在店員最愛輕小說大獎2020中取得第6位。截至2022年2月，系列累積發行超過30萬冊。
聲優高橋李依在2021年新設立的輕小說獎項「下一部輕小說大獎」（次にくるライトノベル大賞）的訪問中推薦了本作。

## 電視動畫
改編電視動畫《處刑少女的生存之道》於2022年4月1日至6月17日播映，動畫製作公司是J.C.STAFF。
網路電台節目《處刑 RADIO ～處刑少女的述說之道～》由2022年1月28日起於音泉和Warner Bros. Japan Anime YouTube頻道播出，主持人是佐伯伊織和佳原萌枝。
本作是日本動畫師川崎芳樹首部執導作品。

### 消息公佈、宣傳
2021年1月31日，GA文庫在其15週年網路活動「GA FES 2021 ～GA 15th Anniversary～」上宣佈《處刑少女的生存之道》將獲改編為電視動畫，並公開宣傳片、前導視覺圖，以及兩名主角的聲優——佐伯伊織和佳原萌枝。3月28日，佐伯和佳原出席AnimeJapan 2021網路節目。7月15日，在GA文庫網路節目《佐伯和佳原的GANGAN GA頻道》中宣佈動畫將於2022年首播，並公開另一張前導視覺圖、主要製作人員陣容，以及兩名主角的人物設定圖。《處刑少女的生存之道》參與了2021年9月18日、19日於京都舉辦的「京都國際漫畫、動畫節2021」（京都国際マンガ・アニメフェア2021）。11月20日，公開前導宣傳片，首次公開動畫片段。
2022年1月4日，GA文庫於新春特備節目公佈該文庫在2022年的改編動畫消息，於ABEMA播映，佐伯和佳原擔任總主持。事前預告將在節目中公佈桃子和亞修娜的聲優。當日節目內公開新宣傳片、主視覺圖，宣佈動畫定於同年春季首播，並公布兩名角色分別由金元壽子和M·A·O飾演。
網路電台節目《處刑 RADIO ～處刑少女的述說之道～》由2022年1月28日起於音泉和Warner Bros. Japan Anime YouTube頻道播出，主持人是佐伯伊織和佳原萌枝。第2集於2月25日播出。同日公佈動畫首播日期是4月1日，並公開分別以瑪瑙、燈里、桃子和亞修娜為主角的4條角色宣傳片。3月20日，於ABEMA PPV ONLINE LIVE舉辦「世界最快上映會」，先行播映第1、2集。上映會第1部份為4名聲優的談話環節，可免費收看。第2部份為播映第1、2集，第3部份為聲優的感想環節；這兩個部份需付費收看。上映會當日公佈內田雄馬、甲斐田裕子、久保田民繪參演。
2022年4月中旬，與手機遊戲《地城邂逅〜記憶憧憬～》舉辦合作活動。2022年5月27日，跟拉麵店「我的生存之道」（俺の生きる道）合作，推出名為「處刑大盛·純粹概念【麵】」（処刑大盛・純粋概念【麺】）的特別菜單。

### 製作人員
- 原作：佐藤真登
- 人物原案：
- 導演：川崎芳樹
- 系列構成：安川正吾
- 人物設定：玉置敬子
- 道具設計：平田亮
- 美術監督：丹伊田輝彥
- 色彩設計：岡田惠沙
- 3DCG指導：柴山一生
- 攝影監督：福世真吾
- 編輯：坪根健太郎（REAL-T）
- 音響監督：明田川仁
- 音樂：未知瑠
- 監製：EGG FIRM、軟銀創意
- 動畫製作：J.C.STAFF[6][50]
- 製作：處刑少女製作委員會（日本华纳家庭娱乐、軟銀創意、博报堂DY Music&Pictures、EGG FIRM、J.C.STAFF）

### 主題曲
片頭曲Paper Bouquet
作詞：Cassie Wei，作曲：Cassie Wei、Yamato Kasai，編曲：Yamato Kasai、Yukihito Mitomo、Shoto Yoshida，主唱：Mili
片尾曲燈火小夜曲
作詞、作曲：ChouCho，編曲：村山☆潤，主唱：ChouCho

### 劇集列表
動畫前六集改編自原著小說第1卷的故事，後六集為小說第2卷的故事。
| 集數 | 標題                            | 作畫監督                                                         | 編劇     | 分鏡         | 演出     | 首播日期      | 總作畫監督         |
| --- | ------------------------------- | ---------------------------------------------------------------- | -------- | ------------ | -------- | ------------- | ------------------ |
| 1 | 處刑人 （）                     | 中島駿                                                           | 安川正吾 | 川崎芳樹     | 川崎芳樹 | 2022年4月1日  | 玉置敬子           |
| 日本高中生武藤光樹被古里札力卡王國的國王召喚到異世界，他本以為自己可以展開嶄新人生，但國王卻又召喚另一位女高中生，並把他趕出城。光樹遇見神官瑪瑙，瑪瑙表示自古以來就有許多日本人被召喚到這個世界，並這些被稱為「迷途人」的被召喚者都擁有名為「純粹概念」的超能力，瑪瑙還為他解說了這個世界的三大階級。在確認光樹的能力後，瑪瑙立刻將他殺死，並透露自己是教會的「處刑人」，專門在迷途人對這個世界造成危害前先將其暗殺。她向奧威爾大司教報告自己已殺死目標，並報告尚有一位女高中生被召喚而來。回憶片段顯示瑪瑙的故鄉被迷途人引發的災難摧毀，而陽炎救了瑪瑙，並將自己技術傳授給她。在輔佐官桃子的協助下，瑪瑙潛入城堡找到被召喚過來的日本女高中生時任燈里。 |                                 |                                                                  |          |              |          |               |                    |
| 2 | 迷途人 （）                     | 冷水由紀繪、上田峰子、熊谷勝弘                                   | 安川正吾 | 川崎芳樹     | 岩崎良明 | 2022年4月8日  | 玉置敬子、菊池隼也 |
| 燈里向瑪瑙透露自己的能力是治癒，但當她被瑪瑙殺死後，瑪瑙才發現她的能力實際上是控制時間。能力將燈里倒回到死亡之前，藉此讓她在不知道自己曾死過的情況下復活。瑪瑙將自己無法殺死目標一事稟報奧威爾，由於擔心控制時間能力帶來的潛在危害，奧威爾命令瑪瑙在三天內將燈里帶到古都加姆，接受一個應該能殲滅她的儀式。瑪瑙在和燈里的相處過程中發現她是個渴望冒險的浪漫主義者，並認為兩人的相遇是命中注定，因此當瑪瑙騙她該儀式會將她送回日本時，燈里感到很失落。教會以異端罪名審問古里札力卡王國國王。桃子對瑪瑙必須長時間和目標相處感到不滿，並堅持暗中跟隨兩人前往加姆。儘管瑪瑙警告燈里不得使用能力，但燈里還是在車站治癒了一位受傷的小女孩，逼得瑪瑙不得不分散周遭的王城騎士的注意力，以免他們發現燈里的能力。除了瑪瑙和燈里，古里札力卡的亞修娜公主也搭上前往加姆的火車。瑪瑙為燈里即將赴死感到失落。 |                                 |                                                                  |          |              |          |               |                    |
| 3 | 禁忌之【赤】 （）               | 奧田哲平、、小渕陽介、大西陽一                                   | 安川正吾 | 上田茂       | 上田茂   | 2022年4月15日 | 玉置敬子、菊池隼也 |
| 恐怖份子挾持了火車。桃子得知恐怖份子的目的是以亞修娜為人質，要求釋放他們的首領。在前往火車車頂後，桃子遇見為了追查被召喚者失蹤真相而登上火車的亞修娜，並與她開戰。被擊敗的恐怖份子坦承他們的任務是自殺式攻擊，並讓預先吞下的導力石在吸收他們的身體後，變成盔甲騎士以破壞火車。盔甲騎士打壞火車的引擎，讓火車失速暴衝。瑪瑙、桃子和亞修娜突然產生了既視感。接著燈里趕到瑪瑙身旁，表示自己很擔心。瑪瑙擊敗了盔甲騎士，由於消耗過多力量，她被迫借用燈里的導力來使剎住火車。桃子和亞修娜中途摔下火車，但她們的戰鬥持續到隔日清晨。由於火車出軌的景象在瑪瑙腦中揮之不去，她便暗忖自己先前可能失敗過，如果屬實，那麼燈里肯定使用能力倒轉了時間，並拯救所有因火車出軌而傷亡的人。 |                                 |                                                                  |          |              |          |               |                    |
| 4 | 古都加姆 （）                   | 河野真也、中島駿、伊藤知美、宮曉秀                               | 安川正吾 | 川崎芳樹     | 野上良之 | 2022年4月22日 | 玉置敬子、菊池隼也 |
| 瑪瑙和燈里持續搭車前往加姆。瑪瑙憶起自己的童年——在她的故鄉被摧毀時，她的身心也被漂白了。瑪瑙失去所有慾望和動力，只是一昧地跟隨救了自己的陽炎。在目睹陽炎殺死諸多迷途人後，瑪瑙決定不顧陽炎警告，師從她成為處刑人。陽炎決定將自己的一切完整傳授給瑪瑙。回憶結束後，瑪瑙和燈里抵達加姆。燈里希望瑪瑙帶自己約會和觀光。瑪瑙帶她來到大聖堂，奧威爾歡迎她們的到來，並表示儀式將在二日後準備完成。與此同時，瑪瑙派往調查近日發生的少女連續失蹤事件。瑪瑙派桃子幫自己調查此事，以便履行和燈里的觀光行程。 |                                 |                                                                  |          |              |          |               |                    |
| 5 | 再見 （）                       | 冷水由紀繪、熊谷勝弘、吉元美紀、福島豐明、山內則康               | 安川正吾 | 二瓶勇一     | 森義博   | 2022年4月29日 | 菊池隼也           |
| 瑪瑙和燈里在城市觀光，之後前往儀式會場準備見證燈里的死亡。與此同時，桃子在下水道調查少女失蹤事件，並循線查到舊王城地底。她在那裏遇見亞修娜，並在後者的提議下暫時合作調查。她們調查後發現王城地底有召喚室，證明加姆的貴族曾執行過召喚。亞修娜指出貴族不具備召喚的知識，這表示教會是貴族的共犯。桃子意識到只有奧威爾能辦到此事，並立刻向瑪瑙發出警告，而兩人也遭到怪物攻擊。瑪瑙試圖打斷儀式，但被使用三原色魔導的奧威爾逼入絕境。奧威爾解釋自己的計畫——她企圖以儀式消除燈里的心智，並以她的能力來阻止自己的衰老。奧威爾也是少女失蹤事件的主謀，那些少女是在燈里被召喚前用於不老實驗的犧牲品。奧威爾打算利用瑪瑙當成媒介，為儀式提供動力，並召喚怪物攻擊瑪瑙。 |                                 |                                                                  |          |              |          |               |                    |
| 6 | 【回溯：記憶、靈魂、精神】 （） | 奧田哲平、小渕陽介、上田峰子、山道到威、tofu、渡邊一平太         | 安川正吾 | 川崎芳樹     | 櫻美勝志 | 2022年5月6日  | 玉置敬子、菊池隼也 |
| 在瑪瑙和奧威爾召喚的怪物對戰時，奧威爾透露是自己使用迷途人的能力摧毀瑪瑙的故鄉。在燈里即將被儀式殺死時，她的「時」之純粹概念自動發動魔導，將她的記憶、靈魂、精神回溯至某個時間點。這個版本的燈里完美掌握時之魔導，而且曾經身處過現在的處境。她輕易地脫離儀式威脅後，將自己的意識倒回到回溯之前，並讓回溯之前的自己趕到瑪瑙身邊。桃子和亞修娜合力對抗怪物，她的髮帶在戰鬥中斷裂，因為這對髮帶是瑪瑙送她的禮物，讓桃子發狂似地摧毀王城，並攻擊大聖堂。燈里和瑪瑙會合，瑪瑙利用燈里的能力讓奧威爾急速衰老至死，事件就此告一段落。瑪瑙打算和燈里繼續旅行，直到找到殺死她的方法。 劇情揭露眾人在火車上感覺到的既視感，其實源自燈里發動的時間回溯。瑪瑙在將來曾死在陽炎手握的鹽之劍下，並在燈里懷中化成白鹽。燈里為了讓自己能夠死在瑪瑙手中，決意回到過去，尋找讓瑪瑙殺死自己的方法。                |                                 |                                                                  |          |              |          |               |                    |
| 7 | 港都利貝爾 （）                 | 、河野真也、川口弘明、高橋直樹、松本勝次、胡威、陳曉嵐           | 安川正吾 | 野上良之     | 櫻美勝志 | 2022年5月13日 | 冷水由紀惠         |
| 瑪瑙和燈里沿着朝聖之路前往四大人災之一「霧魔殿」的所在地——港都利貝爾，並在利貝爾到處遊玩。瑪瑙在桃子的建議下將燈里送進惡魔四伏的霧魔殿，試着借霧魔殿的力量來殺死燈里。燈里在霧中回復記憶，曾經過這一切的她感嘆霧魔殿並不足以殺死自己。她被惡魔吞噬之前，瞥見霧氣漏進一絲光芒。燈里復活在瑪瑙身邊，瑪瑙繼續為殺死燈里一事而擔憂。另一方面，組織「第四身分」（Fourth）的人們發現「陽炎的繼承人」瑪瑙的行縱，唯恐流通某樣禁忌物品的陰謀敗露，在會談中要求利貝爾伯爵家的千金瑪儂·里貝爾發動襲擊殺死瑪瑙。瑪儂敷衍應對，為眾人送上餐點後，便借故離席。瑪儂在一不明場所將一個神秘女孩請進鐵處女。鐵處女關上後，地上流滿神秘女孩的血液。 |                                 |                                                                  |          |              |          |               |                    |
| 8 | 魔藥 （）                       | 中島駿、小笠原憂、山內則康                                       | 安川正吾 | 大畑清隆     | 岩崎良明 | 2022年5月20日 | 玉置敬子、菊池隼也 |
| 瑪瑙試圖以霧魔殿殺死燈里的計畫失敗。兩人一起回到利貝爾，卻遭遇第四身分的成員偷襲。偷襲者被擊敗並遭到逮捕後，被瑪儂強行變成魔物，以防他們洩密。第四身分藉著販售魔藥來獲取資金。這是種令人愉悅的成癮物質，並可將服用者變成第四身分的人質。瑪儂卻暗中在組織成員的食物裡摻入魔藥，並當場殺死質疑者。組織成員別無選擇，只能協助瑪儂殺死瑪瑙，為她的母親報讎。西西莉雅司祭委託瑪瑙調查魔藥，藉此讓她換取旅費。桃子在追查魔物的來源時，遇見正在調查第四身分的亞修娜。瑪瑙獲得瑪儂主辦的晚宴的邀請函，而燈里堅持要同行。 |                                 |                                                                  |          |              |          |               |                    |
| 9 | 在晚宴 （）                     | 熊谷勝弘、吉元美妃、徐學文、徐學武                               | 安川正吾 | 五月女浩一朗 | 上田茂   | 2022年5月27日 | 冷水由紀惠         |
| 瑪瑙潛入利貝爾，試圖查找瑪儂製造怪物的證據，但她遇見亞修娜，並被迫接受她的挑戰。之後瑪瑙趁隙逃離，也失去了調查機會。與此同時燈里再次恢復記憶，並意識到這個時間線的事件和之前的事件大相逕庭，決定查出原因所在。瑪農接近燈里，並透露自己知道燈里是迷途人。另一方面，桃子潛入生產魔物的設施，試圖救出鐵處女中的女孩，但被陷阱所毒傷，失敗而回。瑪瑙獲得桃子的調查結果後，掌握了瑪農等第四身分者生產魔藥的證據，要求西西莉雅司祭封鎖利貝爾島。在騎士階級包圍該島後，燈里和瑪農對質，打算從她那裡得到答案。 |                                 |                                                                  |          |              |          |               |                    |
| 10 | 迷途人的女兒 （）               | 、奧田哲平、小渕陽介、川口弘明、高橋直樹、松本勝次、陳潔琼       | 安川正吾 | 櫻美勝志     | 櫻美勝志 | 2022年6月3日  | 玉置敬子、菊池隼也 |
| 瑪農表示某人告知自己燈里已多次將時間倒回，並在該人的協助下，在這個時間線採取不同行動。瑪農使用「魔」之魔導攻擊燈里之際，瑪瑙及時救走燈里。燈里初次在回復記憶的情況下面對瑪瑙。瑪瑙再次與瑪農交鋒。瑪農透露自己的目的是如同她母親一般，獲得禁忌的力量。在瑪瑙將近殺死瑪農時，瑪農以自己為祭品來召喚一個女孩。那女孩就是人災「萬魔殿」。她的「魔」之純粹概念使她同樣無法被殺死，而是在死亡後自動重生。萬魔殿更召喚出另一名萬魔殿。萬魔殿透露封印她的是擁有人類史上最強純粹概念的「白」之勇者，並對世人對「白」之勇者毫無認識而感到驚訝。接著，萬魔殿召喚大量魔物攻擊瑪瑙。 |                                 |                                                                  |          |              |          |               |                    |
| 11 | 萬魔殿 （）                     | 奧田哲平、河野真也、上田峰子、山道到威、伊藤智美、徐學武、徐學文 | 安川正吾 | 森健         | 野上良之 | 2022年6月10日 | 玉置敬子、菊池隼也 |
| 在和萬魔殿的對戰中，瑪瑙不斷使用教典魔導，很快就耗盡導力。所幸亞修娜趕到現場後與她共同作戰，讓瑪瑙得以運用地脈的導力，以強力的「模擬教會」魔導困住萬魔殿。然而，萬魔殿仍脫逃，並召喚一頭巨型怪物。另一方面，燈里用她的能力治療桃子，之後遇到了另一名萬魔殿。後者透露燈里因為反覆回溯時間，使世界逐漸崩潰，並削弱封印萬魔殿的霧牢，使萬魔殿能夠將自己本體的一小部分鑽出封印的裂縫。萬魔殿表示對像陽炎那樣和「星之記憶」連結的人而言，任燈里如何回溯都無能為力。她還表示有返回日本的方法。而在外頭，瑪瑙注意到被召喚的巨型怪物其實並未離開封印，仍被困在霧中，而類似的情況也發生在萬魔殿身上。萬魔殿得知留給自己的時間已經不多，便集合所有剩餘的力量，將自己化為怪物，和瑪瑙和亞修娜決一死戰。                                                                                                   |                                 |                                                                  |          |              |          |               |                    |
| 12 | 兩人的旅途 （）                 | 小笠原憂、奧田哲平、中島駿、吉元美妃、熊谷勝弘、長塚幸惠         | 安川正吾 | 川崎芳樹     | 川崎芳樹 | 2022年6月17日 | 玉置敬子、菊池隼也 |
| 瑪瑙和亞修娜合力對抗萬魔殿，但在萬魔殿派嘍囉攻擊城鎮後，亞修娜不得不趕去城鎮救人，並把自己的劍借給瑪瑙。瑪瑙和燈里合力以劍消滅萬魔殿。在萬魔殿消失前，她透露四大人災之一的鹽之劍可以毀滅所有純粹概念，這表示它可以殺死燈里。瑪瑙的內心因而動搖，並思考尋找不殺死燈里，也不會使燈里成為威脅的途徑。燈里封印自己的記憶，之後和瑪瑙繼續踏上旅程。桃子見到感情逐漸深厚的兩人，發誓要代替瑪瑙殺死燈里。瑪農被另一個萬魔殿復活，並發現萬魔殿是她的姊姊。兩人約好要合力將混沌傳播到全世界。 陽炎以教典魔導「教典·憲章第三條」跟某人連繫，得知四大人災除了「魔」以外，連「器」的一部份都離開了封印。這是在「星骸」孵化後再有這樣的事情發生。陽炎決定出門，準備第十幾次去殺她的徒弟。 |                                 |                                                                  |          |              |          |               |                    |

### 播映平台
日本深夜動畫：下文記載的日本国内播放時間使用日本標準時間（UTC+9）表示。因為部分時間标识會採用30小时制，因此請留意这类超过24:00的时间，其實際播放時間為翌日清晨。
| 播放日期              | 播放時間（UTC+9）    | 播放電視台 | 播放地區 | 備註             |
| --------------------- | -------------------- | ---------- | -------- | ---------------- |
| 2022年4月1日－6月17日 | 星期五 24:30 - 25:00 | TOKYO MX   | 東京都   |                  |
| 2022年4月1日－6月17日 | 星期五 24:30 - 25:00 | BS11       | 日本全國 | 衞星廣播         |
| 2022年4月2日－6月18日 | 星期六 21:00 - 21:30 | AT-X       | 日本全國 | 衞星廣播，有重播 |

| 播映地區         | 播映平台                                                                                | 播映日期              | 播映時間              | 備註          |
| ---------------- | --------------------------------------------------------------------------------------- | --------------------- | --------------------- | ------------- |
| 亞洲、大洋洲     | Ani-One Asia YouTube頻道 ULTRA會員專區                                                  | 2022年4月1日－6月17日 | 星期五 24:30（UTC+8） | [ 64 ]        |
| 臺灣             | 巴哈姆特動畫瘋、KKTV、friDay影音、myVideo、Hami Video、中華電信MOD、LINE TV、CATCHPLAY+ | 2022年4月1日－6月17日 | 星期五 24:30（UTC+8） | [ 65 ] [ 66 ] |
| 香港             | Viu                                                                                     | 2022年4月1日－6月17日 | 星期五 24:30（UTC+8） | [ 67 ]        |
| 中国大陆         | bilibili                                                                                | 2022年4月1日－6月17日 | 星期五 24:30（UTC+8） | [ 68 ]        |
| 香港、澳門、臺灣 | bilibili                                                                                | 2022年4月1日－6月17日 | 星期五 24:30（UTC+8） | [ 69 ]        |

### 迴響（電視動畫）
本作在播畢第6集後，在Anime Corner的春季第6週單週排行榜上排名第3位，比上週排名躍升14個名次，僅次於《輝夜姬想讓人告白～天才們的戀愛頭腦戰～》和《SPY×FAMILY間諜家家酒》。

## 外部連結
- 《處刑少女的生存之道》計劃官方網站（日語）

小說
- GA文庫特設頁面（日語）
- 小說的X（前Twitter）（日語）

漫畫
- 漫畫官方網站（日語）

電視動畫
- 電視動畫的X（前Twitter）（日語）
- 官方預告片（日語）（英文）